# فرناندو مولينا كاستيلو
فرناندو مولينا كاستيلو (بالإسبانية: Luis Fernando Molina Castillo)‏ هو مجدف إسباني، ولد في 25 أبريل 1965 في إشبيلية في إسبانيا.

## وصلات خارجية
- فرناندو مولينا كاستيلو على موقع الاتحاد الدولي للتجديف (الإنجليزية)
- فرناندو مولينا كاستيلو على موقع اللجنة الأولمبية الدولية (الإنجليزية)
- فرناندو مولينا كاستيلو على موقع أوليمبيديا (الإنجليزية)